# تپه قلعه امیری
تپه قلعه امیری مربوط به دوره ساسانیان -میانه دوران‌های تاریخی پس از اسلام است و در شهرستان سنقر، بخش کلیائی، روستای سیرکوه واقع شده و این اثر در تاریخ ۱۲ تیر ۱۳۸۴ با شمارهٔ ثبت ۱۲۰۳۶ به‌عنوان یکی از آثار ملی ایران به ثبت رسیده است.